# Дюбуа, Жан-Пьер
Жан-Пьер Дюбуа (фр. Jean-Pierre Dubois) (род. 1954, Лион) — французский спортсмен (международные шашки). Участник чемпионата мира в 1984 году и Европы в 1983 году; чемпион Франции (1982 год), серебряный (1980) и бронзовый призёр в 1981 году. Выигрывал чемпионат Лиона.
FMJD-Id: 10264
Профессиональный инженер.